# Philip Henslowe
Philip Henslowe (h. 1550 - 6 de enero de 1616) fue un empresario del teatro isabelino. Su reputación actual radica en la supervivencia de su Diario, que es una fuente principal de información sobre el mundo teatral del Londres renacentista.

## Biografía
Henslowe nació en Lindfield, Sussex, Inglaterra. En la década de 1570 se trasladó a Londres. Henslowe se casó con Agnes, una viuda, y desde 1577 vivió en Southwark. Se cree que fue la herencia de su mujer la que le permitió empezar sus negocios, pero no hay evidencia de ello. Tuvo éxito en los negocios y murió en 1616, aún involucrado activamente en el teatro.
Fue representado por Geoffrey Rush en la película Shakespeare in Love, como nervioso empresario que teme que la obra salga mal pero acaba concluyendo que siempre sale bien, aunque es un misterio cómo.
Henslowe desarrolló amplios intereses comerciales, incluyendo tintorerías, fabricación de almidón, préstamo de dinero y comercio de pieles. Entre 1576 y 1586 comerció con madera del Bosque de Asdown, pero su principal actividad era ser casero en Southwarkand.
En 1584 Henslowe adquirió una propiedad conocida como The Little Rose, en Southwark, que tenía rosaledas y, casi seguro, un burdel. En 1587, Henslowe y John Cholmley construyeron The Rose, el tercer teatro permanente de Londres, y el primero en Bankside. Desde 1591, Henslowe fue socio de Los hombres del lord almirante después de que la compañía se separara de James Burbage. Edward Alleyn, actor principal de la compañía, se casó con la hijastra de Henslowe, Joan en 1592, y trabajaron como socios.
Después de la construcción del Globo en Bankside; Henslowe trasladó los hombres del lord almirante a la esquina noroeste de la ciudad, a un local que él había financiado, el Teatro Fortune. También tenía intereses en el Teatro Newington Butts y en el Teatro el Cisne. Igualmente participaba del negocio de los espectáculos de luchas entre animales en el Paris Garden.

## El diario de Henslowe
El "diario" de Henslowe es una valiosa fuente de información sobre la historia teatral del periodo. Es una colección de memorandúm y notas que registran pagos a escritores, recaudaciones y listas de préstamos de dinero. También es de interés la anotación de las compras de vestuarios caros y de objetos para la representación, como el dragón para la obra de Christopher Marlowe Doctor Fausto, que proporcionan detalles de la forma de representarse las obras en el teatro isabelino.
El Diario está escrito en el reverso de las páginas de un libro de cuentas de su cuñado Ralph Hogge, conservado por su hermano John Henslowe para el periodo 1576-1581. Hogge producía cañones y balas de cañón para las Armerías Reales en la Torre de Londres. John Henslowe actuaba como su agente, y Philip parece que recicló prudentemente su viejo libro de cuentas. Sus asientos son también una fuente valiosa para conocer la industria del hierro.
El diario comienza con las actividades teatrales de 1592. Siguen las anotaciones, más o menos prolijas, hasta 1609; en los años anteriores a su muerte, parece que Henslowe manejó sus asuntos teatrales de manera no tan directa. En algún momento después de su muerte, sus papeles, incluido el diario, se transfirieron al Dulwich College fundado por Alleyn.
Henslowe anotó pagos a veintisiete dramaturgos isabelinos. Encargó, compró y produjo obras de, o hizo préstamos a Ben Jonson, Christopher Marlowe, Thomas Middleton, Robert Greene, Henry Chettle, George Chapman, Thomas Dekker, Anthony Munday, Henry Porter, John Day, John Marston y Michael Drayton. El diario muestra la variedad de colaboraciones entre escritores, en una época en que muchas obras eran colaboraciones. Demuestra que Henslowe era un hombre cuidadoso en los negocios, que obtenía seguridades en forma de derechos sobre las obras de su autor, y reteniendo sus manuscritos, mientras los ataba con préstamos y adelantos. Si una obra tenía éxito, Henslowe encargaba una secuela.
Obras con títulos shakespeareanos como Hamlet, Enrique VI, Enrique V, La fierecilla domada y otros, se mencionan en el diario. En 1599, Henslowe pagó a Dekker y Henry Chettle una obra titulada Troilo y Crésida. Sin embargo, no se menciona a Shakespeare en el diario de Henslowe con posterioridad (a pesar de las falsificaciones de John Payne Collier).

## La historia del Diario
Los papeles llamaron la atención de los cíticos por vez primera en 1780, cuando Edmond Malone los pidió a la biblioteca de Dulwich; se habían traspapelado, y no se recuperaron hasta 1790. Malone hizo una transcripción de las partes que consideraba relevantes en su edición variorum sobre Shakespeare; el original se devolvió a Dulwich después de la muerte de Malone. La transcripción de Malone se devolvió a la biblioteca sobre el año 1900. El siguiente erudito que examinó los manuscritos fue John Payne Collier que insertó falsificaciones para apoyar sus propias teorías sobre Shakespeare.